# Lars Hesselholdt
Lars Hesselholdt (* 1959) ist ein dänischer Filmregisseur. 
1984 schloss er die Nationale Filmhochschule in Kopenhagen ab. Danach arbeitete er als Drehbuchautor und Regisseur für das dänische Fernsehen, wo er unter anderem die Dokumentation Land of the Bicycle drehte. 1995 entstand sein Kinodebüt Belma, das für seine sensible und differenzierte Darstellung der Flüchtlingsthematik den Kinder- und Jugendfilmpreis der Nordischen Filminstitute erhielt. In Rimouski, Zlín und Lübeck erhielt der Film erste Preise. 
1998 inszenierte er den Kurzspielfilm Henning the Hero (Helten Henning). 
1999 erschien die dänisch-italienische Produktion Katja und der Falke (Originaltitel: Falkehjerte), der an Originalschauplätzen in Dänemark und Italien gedreht wurde. Der Kinderfilm gewann 1. Preise bei den Nordischen Filmtagen in Lübeck, auf der Cinekids in Amsterdam, den italienischen Festivals von Glorofilla und Giffoni, beim Internationalen Filmwochenende in Würzburg sowie den Kinderfilmfestivals von Toronto und Chicago.